# Папроцкий, Францишек
Францишек Папроцкий (10 июня 1723 года — 2 июля 1805 года) — польский иезуит, историк, географ, переводчик, издатель газет и календарей. Иезуитом был в 1740—1773 годах. Часть его жизни и деятельности прошла в литовских землях.

## Биография
Образование получил в иезуитском колледже в Полоцке, по окончании курса риторики 2 сентября 1740 года вступил в орден иезуитов. В 1740—1742 годах отбывал новициат в Вильне, в 1742—1743 годах изучал под руководством Станислава Ростовского в богословской семинарии в Слуцке гуманитарные науки. В 1743—1744 годах проходил учительскую практику в иезуитском колледже в Несвиже, преподавал философию в нём же в 1744—1745 годах и в Гродно в 1745—1747 годах. В 1747—1748 годах был профессором поэтики в колледже в Крозях (ныне Литва), затем на четыре года отправился в Варшавский университет, где изучал богословие. 29 апреля 1749 года (согласно другим источникам, в 1751) был рукоположён в сан священника. Завершив обучение в 1752 году, год (до 1753 года) преподавал в Несвиже, затем в 1753—1756 годах преподавал в Collegium Nobilium философию, историю, географию и французский язык, установив в тот же период своей жизни связи со многими польскими интеллектуалами и часто бывая в Библиотеке Залуцких.
В 1756—1757 годах был проповедником в Пултуцке. В 1757—1760 годах преподавал в Виленской академии в звании профессора философию, в 1759—1760 годах также филологию. В 1760 году его усилиями начала издаваться газета «Литовский курьер», выходившая до конца 1763 года. В 1763—1765 годах был ректором Collegium Nobilium в Вильне и тогда же издавал календари. В 1765—1768 годах был ректором иезуитского колледжа в Ковне (Каунасе). 27 сентября 1768 года был назначен прокурором иезуитской провинции Литвы, продолжая выпускать календари совместно с Виленской академией. В 1770 году получил звание доктора богословия. Управлял шляхетскими конвиктами в Вильне и Каменце, а после уничтожения ордена иезуитов в Польше стал каноником ловицким.

## Сочинения
Главные работы его авторства: «Domowe wiadomości polskie i W. Ks. Litewskiego» (Вильно, 1752); «Europa z części Świata najprzedniejsza» (Варшава, без года; 2-е издание — Пшемысль, 1756; 3-е издание — Калиш, 1756; 6-е издание — Вильно, 1775; данный труд был базовым учебником географии в иезуитских школах); «Dzieje Preténdentòw korony angelskiéj» (Вильно, 1758; 3-е издание — там же, 1785); «Wiadomości o księstwie Kurlandzkiém a Semigalskiém» (Вильно, 1759; 2-е издание — там же, 1763); «Domowe wiadomości о W. Księstwie Litewśkiém z przylączeniem historyi tegoź narodu» (Вильно, 1760; 4-е издание — там же, 1775); «Historyja polska» (Вильно, 1766).